# Benimantell
Benimantell – gmina w Hiszpanii, w prowincji Alicante, we wspólnocie autonomicznej Walencja, o powierzchni 37,91 km². W 2011 roku liczyła 518 mieszkańców.
Gmina znajduje się w dolinie Guadalest, leży u podnóża Sierra de Aitana.